# Aquarius Records
Aquarius Records è  una etichetta discografica indipendente canadese specializzata nella musica rock fino al punk rock.

## Storia della Aquarius Records
L'etichetta è stata fondata nell'estate del 1969 da Terry Flood, Donald Tarlton, Bob Lemm, Jack Lazare e Daniel Lazare; la prima band ad essere ingaggiata furono gli April Wine. È comunque all'inizio degli anni novanta che la casa discografica espande le band sotto contratto, aggiungendo Sass Jordan e grazie alla creazione dell'etichetta gemella francofona Tacca Musique, che gli permette l'espansione in tutto il territorio canadese. Il massimo successo avvenne alla fine del centesimo secolo, grazie all'ingaggio di band emergenti come Serial Joe, Rubberman e, soprattutto, i già molto noti a livello locale Sum 41, che oggi sono uno dei gruppi canadesi più conosciuti oltre ad essere anche una delle band pop punk più famose nel mondo.
Nel 2006, la Aquarius Records aggiunse agli artisti sotto contratto Danko Jones e, più di recente, Lindsay Robins, The Operation M.D., Jeremy Fisher e i  Brown Brigade, gruppo formato dall'ex chitarrista dei Sum 41 Dave Baksh.

## Artisti legati
- All Systems Go!
- April Wine
- Brown Brigade
- Corey Hart
- Danko Jones
- Deep Purple
- Helix
- The Guess Who
- Jeremy Fisher
- Jerry Jerry and the Sons of Rhythm Orchestra
- Jorane
- Lindsay Robins
- Rubberman
- Sass Jordan
- Serial Joe
- Sum 41
- Sword
- The Operation M.D.